# Indiana Pacers
Indiana Pacers američka profesionalna košarkaška momčad iz grada 
Indianapolis, Indiana. Momčad je osnovana 1967.g. i počela je nastupati 1967./68. sezone u ABA (American Basketball Association) ligi. Nakon što je 1976.g. ABA organizacija prestala postojati, momčad je pozvana zajedno s još tri momčadi iz ABA lige, da se priključe NBA ligi u sezoni 1976./77.

## Dvorane
Indiana State Fair Coliseum (1967. – 1974.)
Market Square Arena (1974. – 1999.)
Conseco Fieldhouse (1999.-danas)

## Vanjske poveznice
- (engl.)Indiana Pacers službene internet stranice